# Poproch cetyniak
Poproch cetyniak (Bupalus piniarius, B. piniaria) – gatunek owada z rodziny miernikowcowatych. Jeden z najbardziej dokuczliwych szkodników sosny.

## Wygląd
Rozpiętość przednich skrzydeł 3–4 cm, filigranowa budowa ciała, wyraźny dymorfizm płciowy, samiec – czułki podwójnie grzebykowate, nasadowa część skrzydeł biała a zewnętrzna czekoladowa, samica – czułki piłkowane, część nasadowa skrzydeł żółtawa a obrzeże rdzawe.

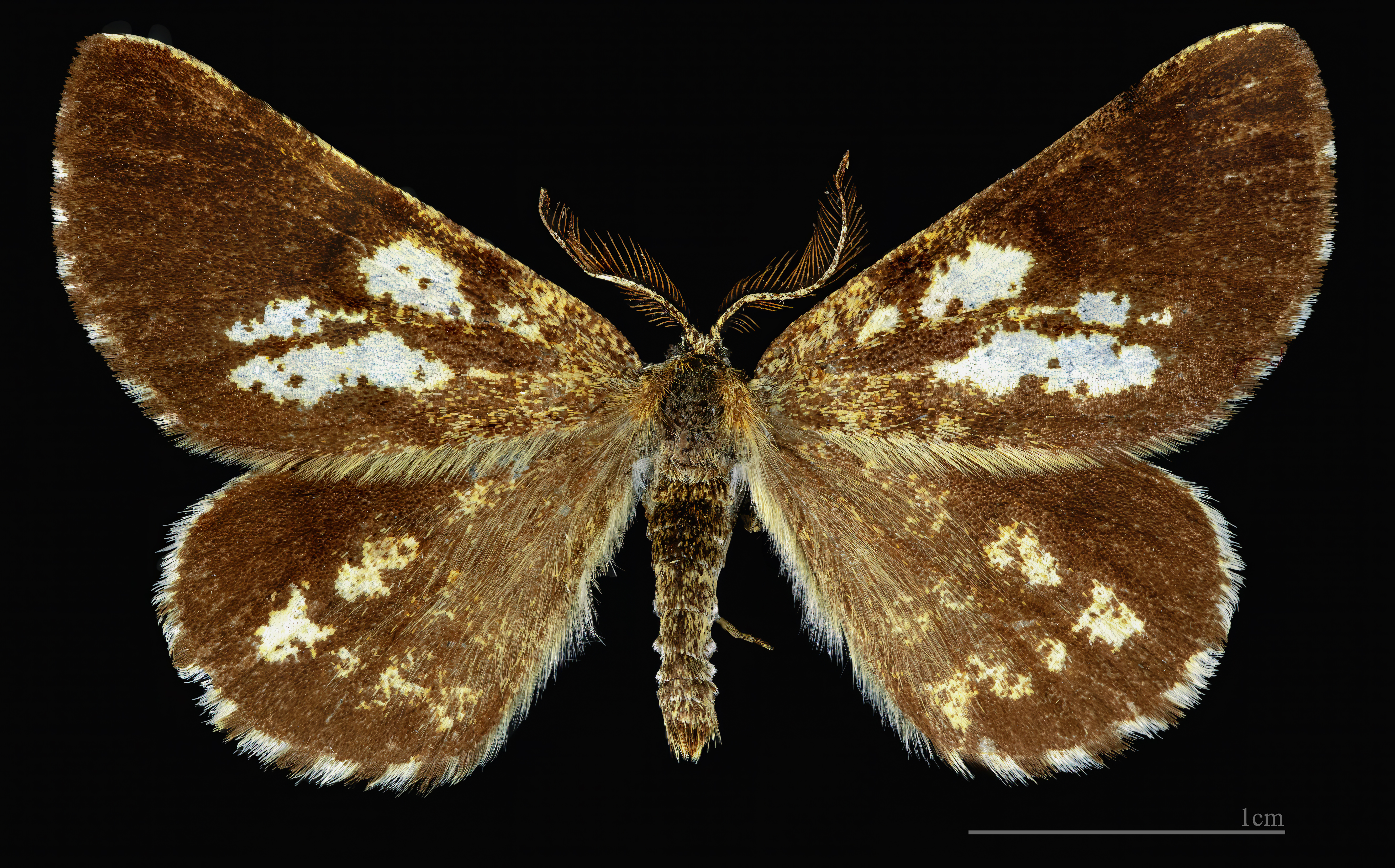
Bupalus piniaria ♂
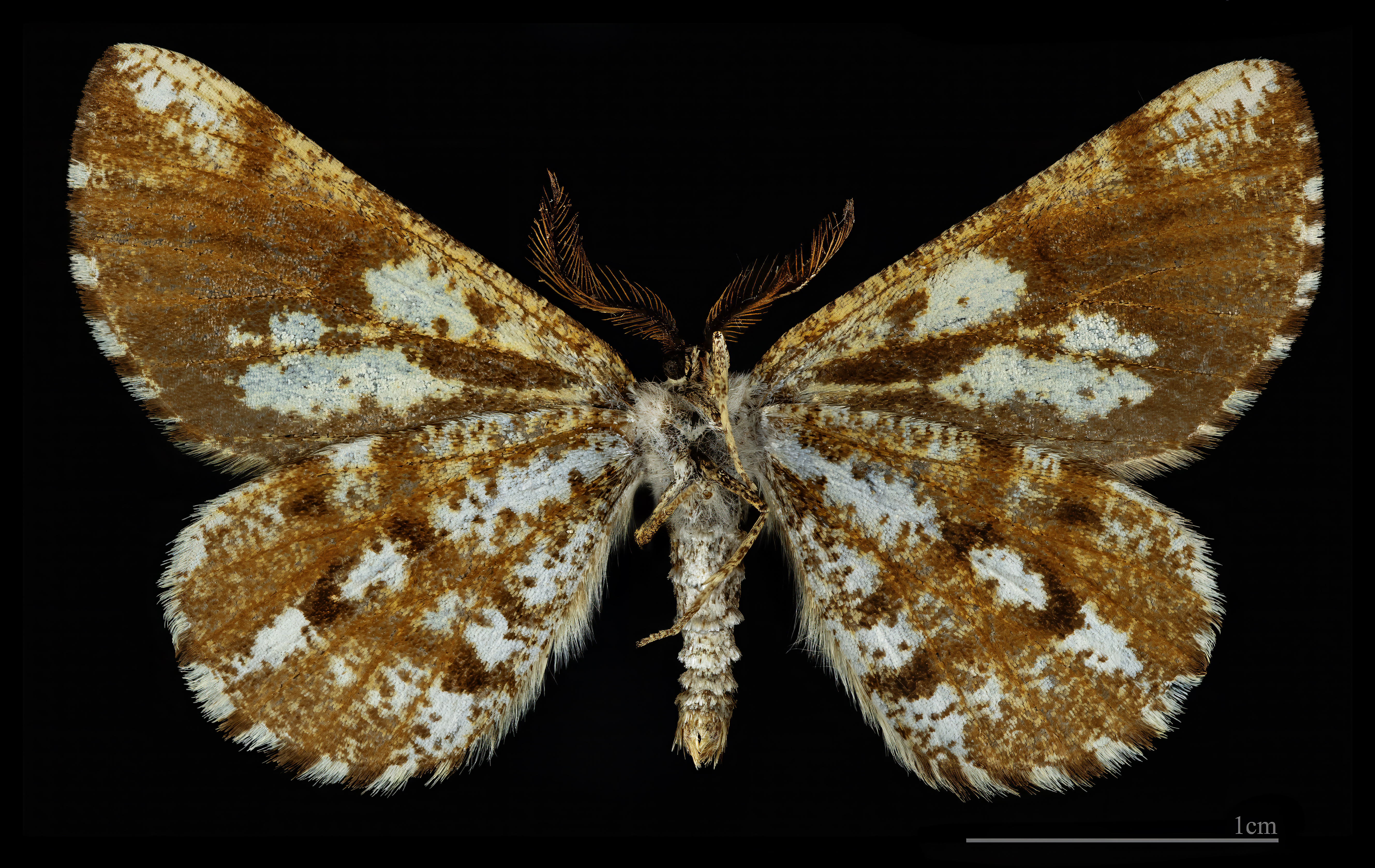
♂ △
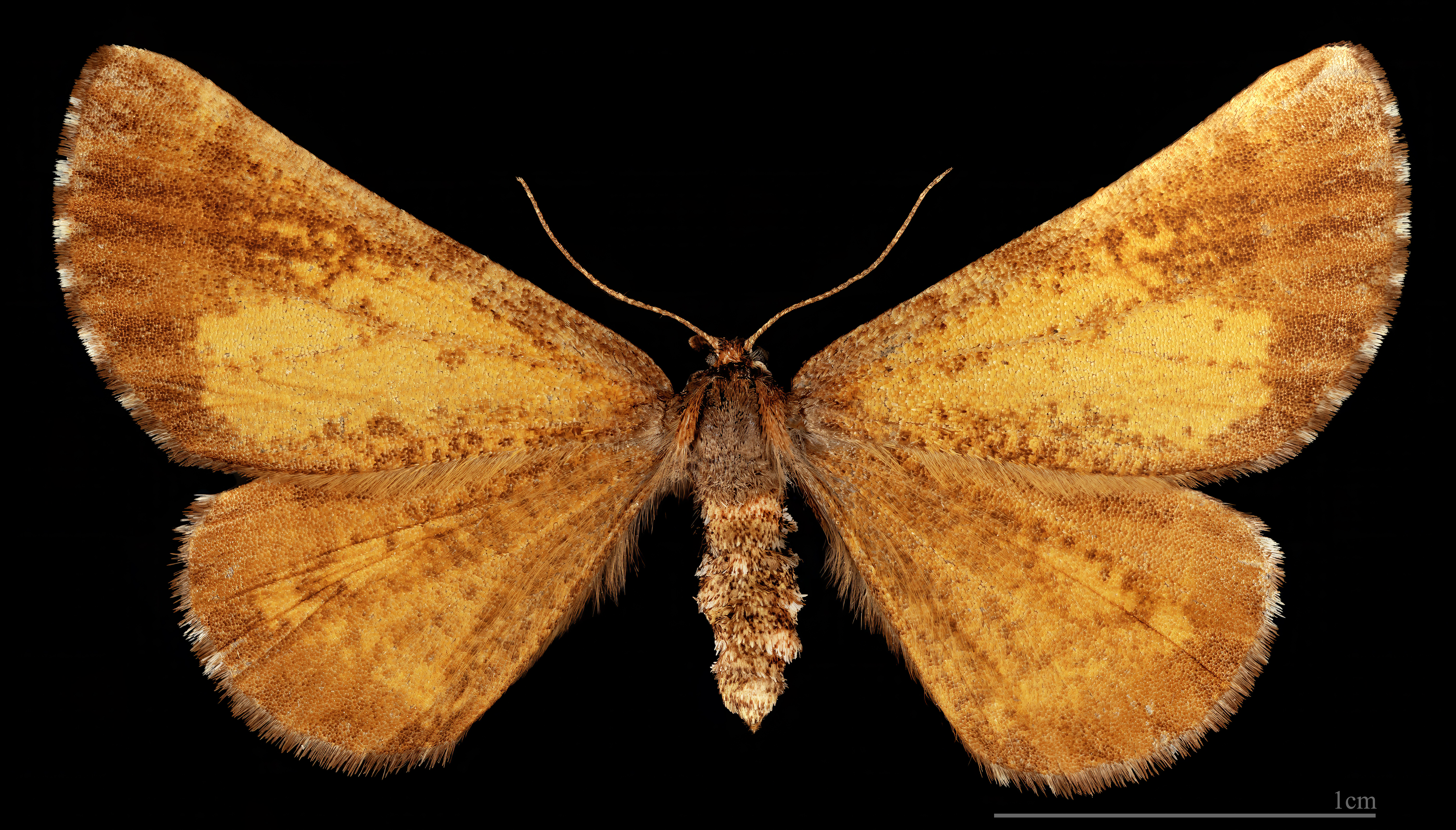
Bupalus piniaria♀
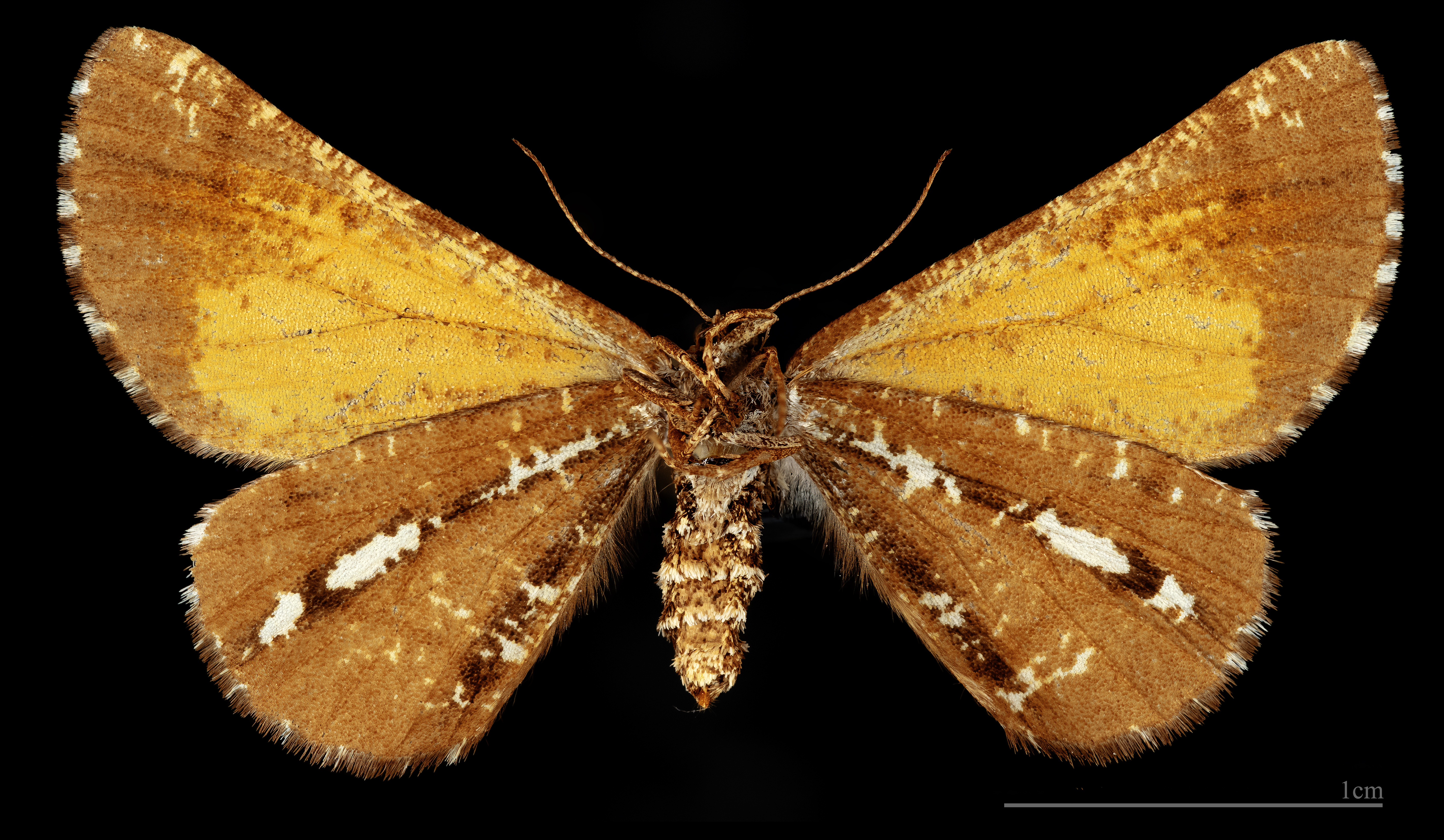
♀ △

## Biotop
Występują zarówno na terenach nizinnych, podgórskich jak i w górach (w Polsce do 600 m n.p.m.). Typowym środowiskiem życia są bory sosnowe i mieszane z udziałem sosny. 

## Zasięg występowania
Zasięg występowania gatunku obejmuje środkową i północną Europę, Kaukaz, znaczną część Syberii, góry Ałtaj. Pojedyncze motyle obserwowane są już w początkach maja i jeszcze w początkach września. Po rójce samice składają jajeczka na zeszłorocznych aparatach asymilacyjnych (igłach) około 100-120 (czasem do 200), w rządkach od kilku do kilkudziesięciu (30) sztuk. Przy wstępnej fazie gradacji od 10-30, później 1-3 na igle. 

## Postać gąsienicy

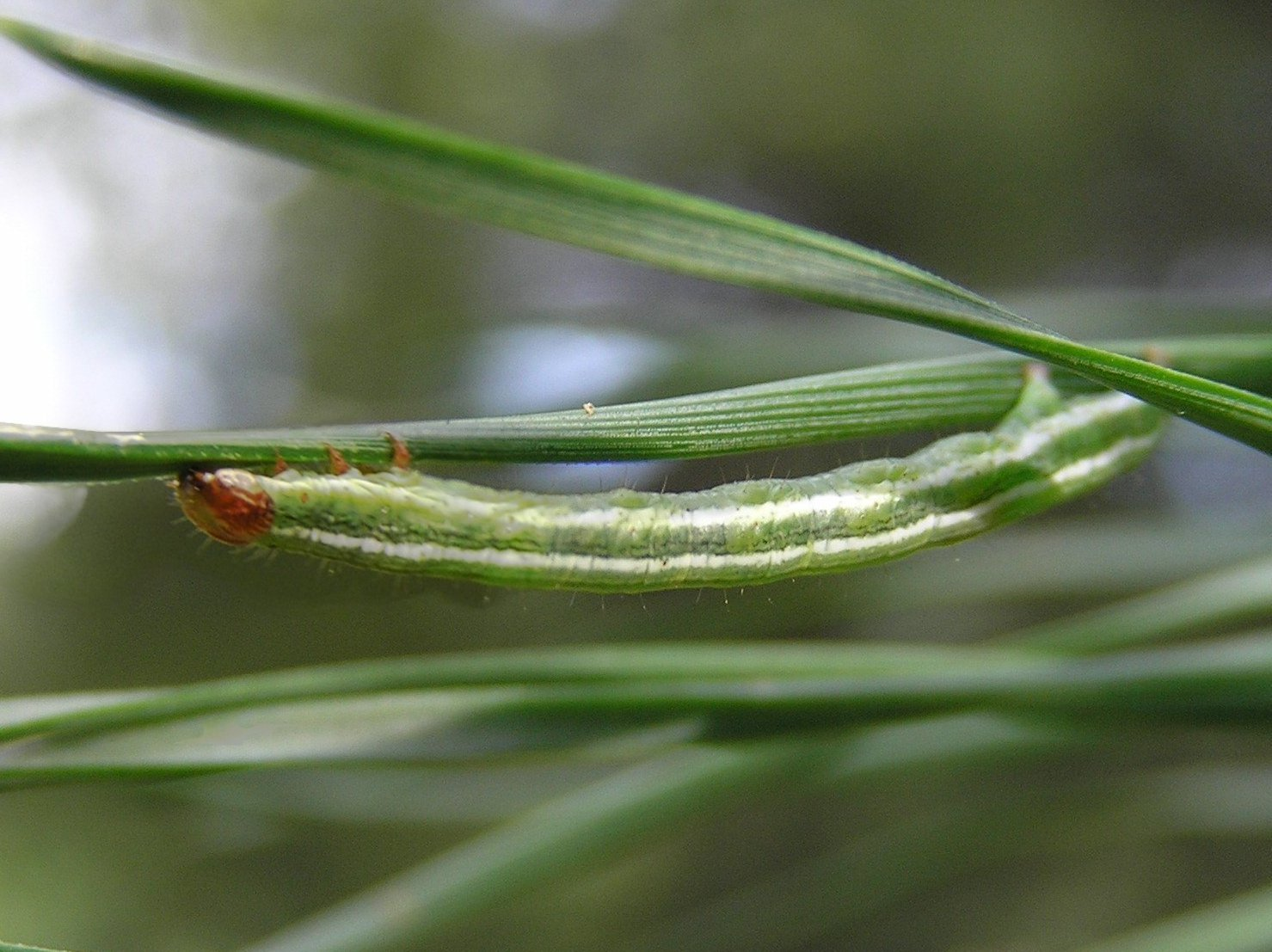
Gąsienica

Wylęg gąsienic następuje po 2-4 tygodniach. Gąsienica po wyjściu z jaja ma długość ok. 3 mm, trzy pary nóg tułowiowych oraz dwie pary odwłokowych. Jest jasnozielona z brunatną głową. Przechodzi 4 linienia. Larwy odżywiają się wyłącznie igłami, żerują do późnej jesieni nocą, za dnia gąsienice siedzą w pozie maskującej wzdłuż igły. W końcu października gąsienice opuszczają się na przędzy z drzew, sporządzają kolebkę w warstwie próchnicznej gleby, rzadziej w glebie mineralnej, i tam się przepoczwarzają. Poczwarka jest początkowo oliwkowozielona, następnie rdzawobrunatna z oliwkowym odcieniem skrzydeł. Kremaster zakończony pojedynczym kolcem. Długość poczwarki jest zmienna waha się od 7-15 mm. Generacja poprocha jest jednoroczna.
Gąsienice poprocha cetyniaka żerują na sośnie, świerku, jodle i jałowcu.

## Postać dorosła –imago
Rójka odbywa się w dzień od czerwca do września, przy słonecznej i bezwietrznej pogodzie, w godzinach przedpołudniowych. Motyle latają słabo, przebieg lotu jest nierówny (skaczący), reagują na głośne dźwięki. 

## Znaczenie gospodarcze
Szczególnie w leśnictwie duże. Poproch jest monofagiem. Największe nasilenie żeru przypada na jesień, jednak jednorazowy żer zupełny nie prowadzi do zabicia drzewostanu. Korony drzew regenerują się szybko, wierzchołki ulegają deformacji, mogą powstać suchoczuby, zmniejsza się przyrost wysokości i przyrost masy. Osłabione sosny atakowane są przez szkodniki wtórne. Powtórny żer w roku następnym jest dla drzew śmiertelny.